# کاکل داران
کاکل داران(لاتین:lophophorini)،گروهی از پرندگان خانواده قرقاولان است که در سراسر آسیا یافت می شود.